# Збигнев
Зби́гнев (пол. Zbigniew) — мужское славянское имя, распространённое в Польше. Имя имеет двухосновную форму, разделяющуюся на zby- и -gniew. Первая часть имени является глаголом и основана от польского слова zbyć «сбывать, избавляться», а вторая это существительное от gniew «гнев». Что означает в итоге zbyć gniewu (избавиться от гнева).
В польской историографии имя Zbygniew известно в латинизированном виде как Zbigniew. В уменьшительном виде имя встречается как Zbyszek (Збышек) и Zbyszko (Збышко). Помимо Zbygniew, встречаются в старых записях и другие формы имени: Sbigneu, Sbygnyevowy.
Имя распространено, помимо поляков, ещё у чехов (официальное Zbyhněv и разговорное Zbyněk) и, в прошлом, украинцев (Збигнів, в конце XIV века Збыгнѣвъ). На Руси имя практически не встречалось, среди носителей имени известен галицкий боярин XII века Избыгнев Ивачевич.